# Рамонс Кепе
Рамонс Кепе (латис. Ramons Kepe; *7 жовтня 1932 — †22 жовтня 2013) — латвійський актор, артист оперети.

## Біографія
Народився 7 жовтня 1932 в Ризі. У 1955 закінчив театральний факультет Латвійської державної консерваторії. У 1955-1995 був солістом Ризького державного театру оперети (в 1996 театр був закритий). За сорок років акторської кар'єри зіграв 111 ролей класичного і сучасного репертуару.
Помер 22 жовтня 2013, похований на Лісовому цвинтарі (Рига).

## Сім'я
- Дружина — актриса музичного Латвійського Національного театру і співачка Лілія Сніедзе (латис. Lilija Sniedze; 1922), дочка актриси Національного театру Емми Езеріня (латис. Emma Ezeriņa; 1903-1963).
- Дочка — Єва, солістка Національної опери.
- Син — Вілні, банкір, плавець.

## Творчість

### Роботи в театрі
- «Весела вдова»
- «Сільва»
- «Маріца»
- «Вестсайдська історія»

### Фільмографія
- 1957 — Науріс (латис. Nauris; Ризька кіностудія) — епізод
- 1961 — Друг пісні (латис. Laulu sõber; Таллінфільм) — Канарбік, студент-практикант
- 1968 — За поворотом — поворот (латис. Ceļa zīmes; Ризька кіностудія) — епізод
- 1973 — Курчат по осені рахують (латис. Cāļus skaita rudenī; Ризька кіностудія) — епізод
- 1974 — Напад на таємну поліцію (латис. Uzbrukums slepenpolicijai; Ризька кіностудія) — епізод
- 1982 — Блюз під дощем (латис. Lietus blūzs; Ризька кіностудія)